# Котіанеті
Котіанеті (груз. კოტიანეთი) — село в Грузії.
За даними перепису населення 2014 року в селі проживає 479 осіб.